# Bressana Bottarone
Bressana Bottarone is een gemeente in de Italiaanse provincie Pavia (regio Lombardije) en telt 3351 inwoners (31-12-2004). De oppervlakte bedraagt 13,1 km², de bevolkingsdichtheid is 242 inwoners per km².

## Demografie
Bressana Bottarone telt ongeveer 1415 huishoudens. Het aantal inwoners daalde in de periode 1991-2001 met 0,4% volgens cijfers uit de tienjaarlijkse volkstellingen van ISTAT.
| Jaar | Inwoneraantal |
| ---- | ------------- |
| 1991 | 3155          |
| 2001 | 3143          |

## Geografie
Bressana Bottarone grenst aan de volgende gemeenten: Bastida Pancarana, Casatisma, Castelletto di Branduzzo, Cava Manara, Pinarolo Po, Rea, Robecco Pavese, Verrua Po.